# Соколовська шахта
Соколовська шахта – гірничодобувне підприємство у Костанайській області Казахстану, що провадить розробку північної частини однойменного залізорудного родовища.
З 1957-го на Соколовському родовищі діяв кар’єр. На додачу до нього в 1968-му почали спорудження шахти, яка стала до ладу в 1975 році.
Шахта має чотири стовбури – розташовані по центру «Головний» та «Допоміжний», а також два вентиляційні на північному та південному флангах. Стовбури сполучені квершлагами. Наразі глибина шахти досягнула 650 метрів, що дозволяє вести розробку горизонту «мінус 330 метрів» (за абсолютною системою висот). У випадку високих цін на залізорудну сировину можлива реалізація проекту спорудження третьої черги шахти, яка передбачає її поглиблення із видобутком з горизонту «мінус 540 метрів».  
Проектна потужність шахти становить 3 млн тон руди на рік, втім, у першій половині 2020-х з неї щорічно отримували біля 2 млн тон. Всього станом на 2019-й з шахти видобули 89 млн тон руди, при цьому її залишкові балансові запаси (до горизонту «мінус 330») становили 68 млн тон із середнім вмістом заліза у руді 37% (ще 163 млн тон знаходились у нижніх горизонтах, для досягнення яких потрібне спорудження третьої черги).
Правами на розробку Соколовського родовища володіє Соколовсько-Сарбайське гірничо-збагачувальне виробниче об’єднання (ССГЗО) зі складу Eurasian Resources Group (ERG).